# 肯茨林
肯茨林（德語：Kentzlin）是德国梅克伦堡-前波美拉尼亚州的市镇，隶属于梅克伦堡湖区县。总面积为11.8平方千米，截至2023年12月31日总人口为190人。